# الهزات الارتدادية (مذكرات)
الهزات الارتدادية: مذكرات هو كتاب مذكرات لعام 2020 من تأليف نادية أوسو نشرته دار سايمون اند شوستر،  والذي فاز بجائزة وايتنج للكتب الواقعية لعام 2019.  الكتاب عبارة عن مذكرات تغطي المستويات الشخصية والسياسية والتاريخية المتعلقة بأصول المؤلفة وتربيتها المتجولة في العديد من البلدان الأفريقية والأوروبية برفقة والدها الحنون رغم أنه مسافر حول العالم من غانا. على الرغم من الترحال الشديد، فقد عزز والدها ارتباطها العاطفي والثقافي بجذورهم العرقية الأشانتية في غرب أفريقيا حيث كانوا يسافرون كل عام لزيارة الأقارب والأصدقاء. تمتد المذكرات من طفولتها المبكرة إلى أواخر العشرينات من عمرها. بعد أن تخلت عنها والدتها الأرمنية عندما كانت في الثانية من عمرها، تيتمت نادية من والدها عندما كانت في الثالثة عشرة من عمرها، وبعد ذلك تقاتل على مر السنين لاستدعاء ذات واثقة من سياقها تاريخيا كشابة بالغة لاكتساب تفكير اجتماعي وتعليم وتوظيف عالي المستوى في الولايات المتحدة.

## الاستقبال
تمت مراجعة الكتاب بواسطة صحيفة نيويورك تايمز والغارديان ،  وصحيفة واشنطن بوست والإذاعة الوطنية العامة.